# 이시영 (1868년)
이시영(李始榮, 1869년 12월 3일 ~ 1953년 4월 17일)은 조선, 대한제국의 관료이자 대한민국의 독립운동가, 정치인이다. 본관은 경주로, 자(字)는 성흡(城翕), 성옹(聖翁), 호는 성재(省齋)·시림산인(始林山人), 본명은 성흡(聖翕)이다. 총리대신을 지낸 김홍집의 사위이다. 1885년 사마시(司馬試)에 급제하고 여러 벼슬을 거쳐 1891년 증광문과(增廣文科)에 병과(丙科)로 급제, 부승지, 우승지(右承旨)에 올라 내의원 부제조, 상의원 부제조 등을 지냈다. 한일 병합 조약 체결 이후 독립 운동에 투신, 일가족 40인과 함께 만주로 망명하였다.
1919년 4월 대한민국 임시정부 수립에 참여하였고, 1919년 9월 통합 대한민국 임시정부 수립 이후 김구, 이동녕 등과 함께 임시 정부를 수호하는 역할을 하였다. 광복 이후 귀국, 우익 정치인으로 활동하며 임정 요인이 단정론과 단정반대론으로 나뉘었을 때는 단정론에 참여하였다. 1948년 7월 24일부터 1951년 5월 9일까지 대한민국의 제1대 부통령을 역임하였다. 대한민국 제2대 대통령선거에 민주국민당 후보로 입후보하였으나 낙선했다.
선조 때 영의정 이항복의 11대손, 영조 때 영의정 이종성의 5대손이다. 이조판서, 우찬성 등을 지낸 이유승(李裕承)과 동래 정씨(東萊鄭氏)의 아들이며, 이건영(李健榮), 이석영(李石榮), 이철영(李哲榮), 이회영(李會榮)의 동생이자 이소영(李韶榮), 이호영(李護榮)의 이복 형이다. 조선 마지막 영의정이자 대한제국 초대 내각총리대신 김홍집의 사위이기도 했다. 독립운동가 겸 정치인 신익희와도 인척간이다.

## 학력
- 1885년 사마시(司馬試) 급제

## 생애

### 생애 초기

#### 출생 및 가계 배경
이시영은 1869년 12월 3일 조선 한성부 저동에서 고종 때 이조판서와 의정부우찬성을 지낸 아버지 이유승(李裕承)과 어머니 동래 정씨(東萊鄭氏)의 다섯째 막내 아들로, 당색으로는 소론 계열 집안에서 태어났다. 하인의 수는 3500명일 정도로 대지주 정치인이었으며, 그는 해공 신익희와도 사돈간으로, 여동생 이씨는 독립운동가 겸 정치인 신익희의 여섯째 형인 신재희(申宰熙)와 결혼했다.
이시영의 가계는 신라, 고려와 조선에서 대대로 문무관료를 배출한 정치인 가문으로 대귀족 가문이다. 그는 신라의 개국공신 이알평의 후손이자 통일신라 소판 이거명의 34대손이고, 고려 공민왕 때 섭정승권단정동성사, 우정승, 문하시중 등을 지낸 계림부원군 문충공 익재 이제현은 그의 방계 조상이다. 또한 이시영은 조선 선조 때 영의정을 지낸 오성부원군 문충공 백사 오성 이항복의 10대손으로, 영조 때 소론의 영수였던 영의정 문충공 이광좌는 그의 6대 방조(傍祖)이고, 영조 때 좌의정 충정공 이태좌(李台佐)는 그의 6대조이며, 영조 때 소론의 중신으로 노론일색의 조정에서 사도세자의 몇 안 되는 후견인이기도 했던 영의정 문충공 이종성(李宗城)은 그의 5대조이다.
외부 대신, 법부 대신, 중추원 의장을 지낸 당대 정치 거물이며 일제강점기에 친일파로 변절한 조선귀족 자작 이하영(李夏榮), 법부협판, 학부협한, 강원도관찰사를 지낸 국문학자 이준영(李準榮) 형제는 이시영의 20촌 종형이었다. 이하영·이준영 형제의 아버지인 증 내부대신(贈內部大臣) 이유수(李裕脩)는 그의 아버지 이유승과 18촌 종형제간이었다.
아버지 이유승은 과거에 급제해 삼사를 두루 거치고 평안남도 안렴사, 좌부승지, 부제학 등을 거쳐 외직인 영변군수로 나갔다가 이조참의, 시강원보덕, 이조, 예조, 형조, 공조의 판서를 거쳐 의정부우찬성, 궁내부특진관을 지냈다. 품계는 종1품 상계 숭록대부에 이르렀다. 시호는 효정(孝貞)이다.
외가 역시 벌족으로 어머니 동래정씨(東萊鄭氏)는 중종때 영의정을 지낸 정광필(鄭光弼)의 후손으로, 공조판서, 한성부판윤, 이조판서를 지낸 정순조(鄭順朝)의 딸이었다.
그의 선대의 묘역은 5대조 이태좌의 묘역 주변에 소재해 있다.

#### 유년기

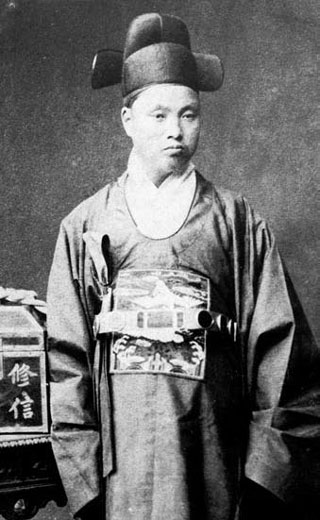
김홍집

이시영이 태어날 무렵 당시 의정부영의정을 지낸 이유원은 그의 13촌 아저씨뻘 되는 친족이었는데, 이유승의 둘째 아들이자 그의 둘째 형 이석영이 이유원의 양자로 출계하였다. 그에게는 7형제가 있었는데, 사마방목에 의하면 이소영과 이호영은 서제라 한다. 이복동생 이소영은 구한말에 기수(技手)를 역임했으나 딸만 남기고 일찍 요절했다.
유년기에 이시영은 서당에서 한학을 수학하였고, 유복한 환경에서 성장하였다. 1894년 갑오경장 당시 총리대신을 지낸 김홍집의 딸인 경주 김씨와 결혼했다가, 사별 후 15년 연하의 반남 박씨와 재혼하였다. 이시영은 1885년 사마시에 급제 1885년에 16세에 식년감시 사마시에 응시하여 합격, 생원(生員)이 되고 바로 음서(陰敍)로 관직에 투신했다. 1886년(고종 23년) 가주서(假注書)가 되었다.
대한제국의 총리대신을 지낸 도원 김홍집(金弘集)의 딸 경주김씨와 결혼했지만 아들 하나를 낳고 1895년에 사별하였다. 첫 부인의 묘소는 5대조 이태좌의 묘소가 있는 선산 서쪽 언덕 간좌(艮坐)에 안장되었다. 조선 말에 이미 첫 부인에게서 얻은 아들 이규창(李圭昶)이 동래정씨와 혼인한 상태였다. 나중에 박승문(朴勝文)의 딸 반남 박씨(潘南朴氏)와 재혼했는데 아들 둘을 낳고 1916년 만주에서 사망, 통화현 훈양보(訓養堡) 마록구(馬麓溝)에 안장되었다.

#### 대한제국 관료 생활
1885년(고종 22년) 동몽교관으로 관직에 올랐으며 사마를 역임했다.
1887년(고종 24년) 형조좌랑 등을 거쳐 1888년 세자익위사익위(世子翊衛司翊衛)와 경연청 서연관(書筵官)을 지냈다. 1891년 세자익위사우사어(右司禦)가 되었다.
1891년 증광문과에 병과로 급제하였다. 이후 삼사와 세자시강원 등에서 활동하였다. 1892년 이후 홍문관교리·홍문관수찬, 승정원 부승지 등을 지냈다. 1894년(고종 31년) 통정대부로 승진하여 승정원우승지가 되고 이후 내의원(內醫院)·상의원(尙衣院)의 부제조(副提調), 이후 참의내무부사(參議內務府事), 궁내부 수석참의, 홍문관 부학사 등을 지냈으나 장인인 김홍집이 살해당하자 벼슬을 사직하고 물러났다.
영선사 교섭국민사국장이 되었다. 1904년(광무 7년) 충청도도순찰사에 임명되었으나 부임하지 않고 사표를 올렸다.

#### 을사늑약 이후
1905년 다시 관직에 복귀하여 외부 교섭국장(外部交涉局長)이 되었다. 외부 교섭국장 재직 중 러일 전쟁 직후 을사 늑약이 체결되자 그는 조약 체결에 반대하였다. 외부대신 박제순을 찾아가 일본의 요구를 거절할 것을 요구하였으나 박제순은 을사조약을 받아들이자 교섭국장직을 사직하였다. 당시 이시영의 조카와 박제순의 딸이 약혼한 상황이었는데, 박제순이 을사조약 체결에 동의하자 그는 즉각 혼약을 파기하고 박제순 집안과도 절교를 선언하였다. 1905년(광무 8년) 충청도 도순찰사에 다시 임명되었다.
1906년 평안남도 관찰사(觀察使) 로 부임하였다. 관찰사로 부임한 그는 서양식 근대학교 설립 및 구국계몽운동 확산에 힘을 쏟았다. 1907년(융희 1년) 상경하여 대한제국 중추원 칙임의관(勅任議官), 1908년 법부(法部) 민사국장(民事局長), 한성재판소 소장, 한성고등법원 판사 등을 지냈다. 1909년(융희 3년) 대한제국 법부 법률기초위원이 되었다. 1910년(융희 4년) 10월 1일의 한일 합방 조약 체결로 관직을 사퇴했다.
한일 병합 조약 체결 이후인 1910년 10월 조선총독부 중추원 부찬의에 임명되었으나 부임하지 않았고 1911년 2월 의원 면직 처리되었다. 1911년 1월 조선총독부 취조국 위원으로 임명되었지만 1911년 3월 의원 면직 처리되었다.

### 독립운동

#### 신흥무관학교 활동
1910년 8월 일본에 나라를 빼앗기자, 1910년 12월 이시영은 위로 건영(健榮)·석영(石榮)·철영(哲榮)·회영(會榮), 아래로 소영(韶榮)·호영(護榮) 등 형제의 가족 50여명과 함께 압록강 건너 남만주 지린성의 류허 현 추가보(鄒家堡)로 망명, 독립운동의 기지를 건설하고 독립군을 양성하기 위한 준비에 착수했다. 이들의 소식이 알려지자 1911년 1월부터 3월 사이에 이동녕·이상룡·김동삼·주진수·윤기섭·김창환(金昌煥)·김규식·유동렬 등이 국권 회복을 위한 독립운동기지 설립에 찬성하고 류허 현 삼원포(三源浦)에 집결했다.
1911년 4월에는 삼원포 대고산(大孤山)의 노천(露天)군중대회로 자치단체인 경학사(耕學社)를 창설, 사장에 이상룡을 추대하여 일면 민생, 일면 교육의 두 목표를 걸고 이주 동포들의 정착과 농업생산을 지도하는 등, 최초의 항일구국 자치단체로서 괄목할 활동을 벌이며, 추가보(鄒家堡)에는 신흥강습소를 설치했다. 신흥강습소는 1911년말에는 일제 밀정의 감시를 피해 이 강습소를 퉁화 현 하니허(哈泥河)에 이전한 뒤, 교사를 신축, 확충하면서 동시에 신흥학교로 개명했고 1913년 5월에는 신흥무관학교로 개명, 독립군 간부를 본격적으로 모집, 키워냈다. 1919년 3.1운동이 일어나자, 국내에서 애국청년이 계속 몰려듦에 따라 이때 학생수가 무려 600명에 이르러 도저히 수용이 어려웠다. 따라서 학교를 다시 류허 현 고산자 하동 대장자(孤山子 河東 大壯子)로 옮겼다. 신흥무관학교는 이론, 병법, 전술등을 교육했고, 폐교되는 1920년 8월까지 3,500여 명의 간부를 배출했으며, 양성된 병력이 청산리 전투의 주축을 이루는 등, 1910년대 서간도 지역 독립군양성의 본산이었다. 그 뒤 아들과 며느리 서차희의 결혼식 때는 1000여 명의 하객이 보낸 축의금을 모두 상하이 대한민국 임시정부로 보냈다.

#### 체포와 재망명
독립운동에 가담할 청년들에게 군사훈련을 가르친다는 사실이 알려지자 일본이 파견한 경찰, 정보원의 감시가 심해지자 1913년 베이징으로 가 위안스카이를 만나 한국인들의 보호를 요청하고, 승낙을 얻어냈다. 1914년 베이징으로 망명하였고 상해 등지를 다니며 항일무력 봉기를 기도하였다. 그 뒤 국내에 잠입하여 활약 중 애국단 사건으로 대구에서 체포되어 복역하다가 출감했다).
위안스카이와 면담, 그를 통하여 동삼성(東三省)의 한교(韓僑)문제의 원조를 요청하였다. 이후 북경으로 이주하여 1919년 그는 베이징에서 이동녕·조성환·조완구 등과 함께 3·1 만세 운동의 준비 작업을 전개하였다. 3·1 운동 직전 베이징에 체류하며 이동녕·조완구 등과 함께 본국과의 연락 활동을 하였다. 1919년경, 이시영은 상하이로 가서 그곳에 자리를 잡았다. 그리고 대한민국 임시정부 수립에 참여하였다.

#### 대한민국 임시정부에 참여

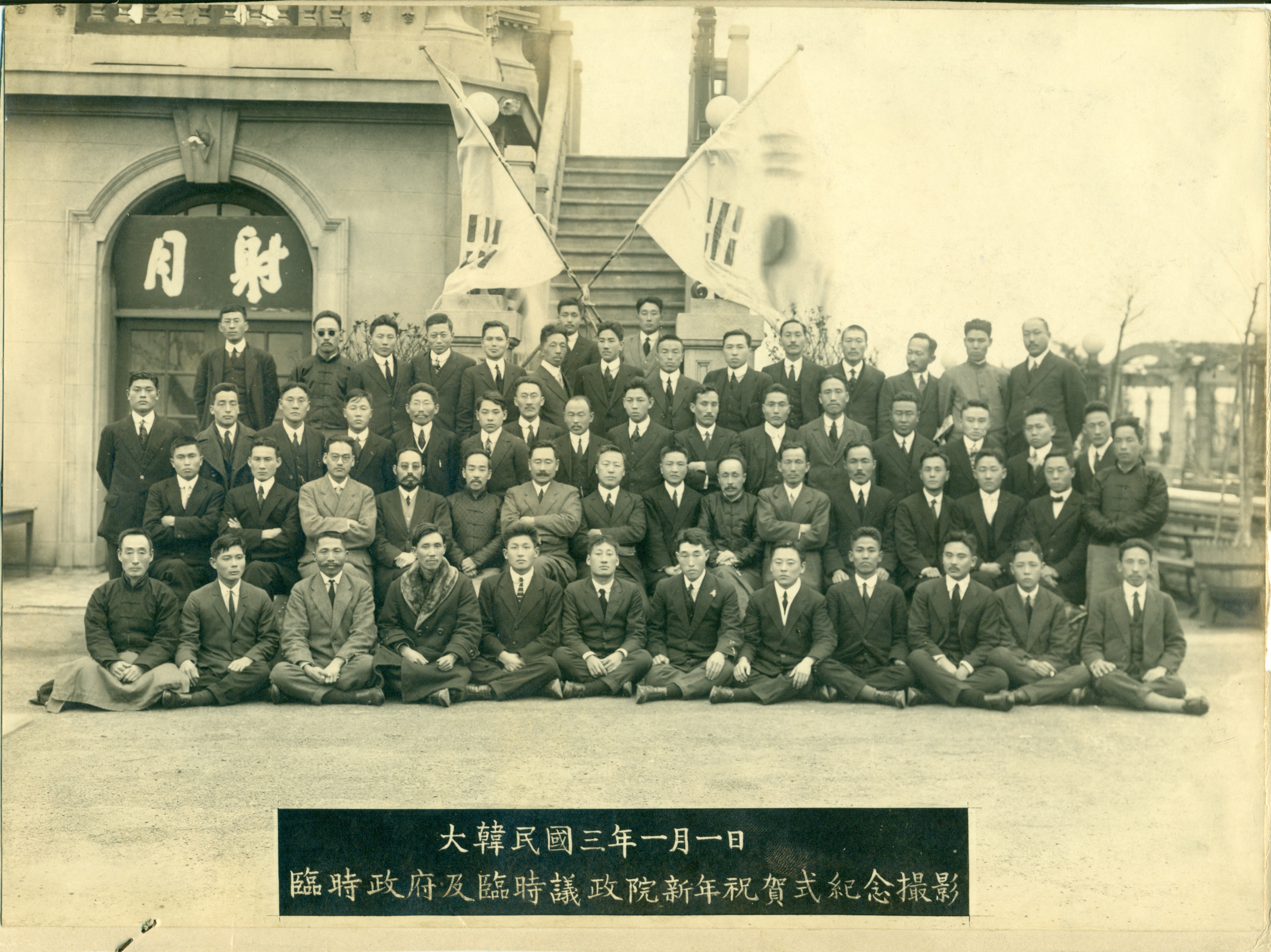
1921년 1월 1일 신년하례회. 두 번째 줄 오른쪽에서 다섯 번째가 이시영

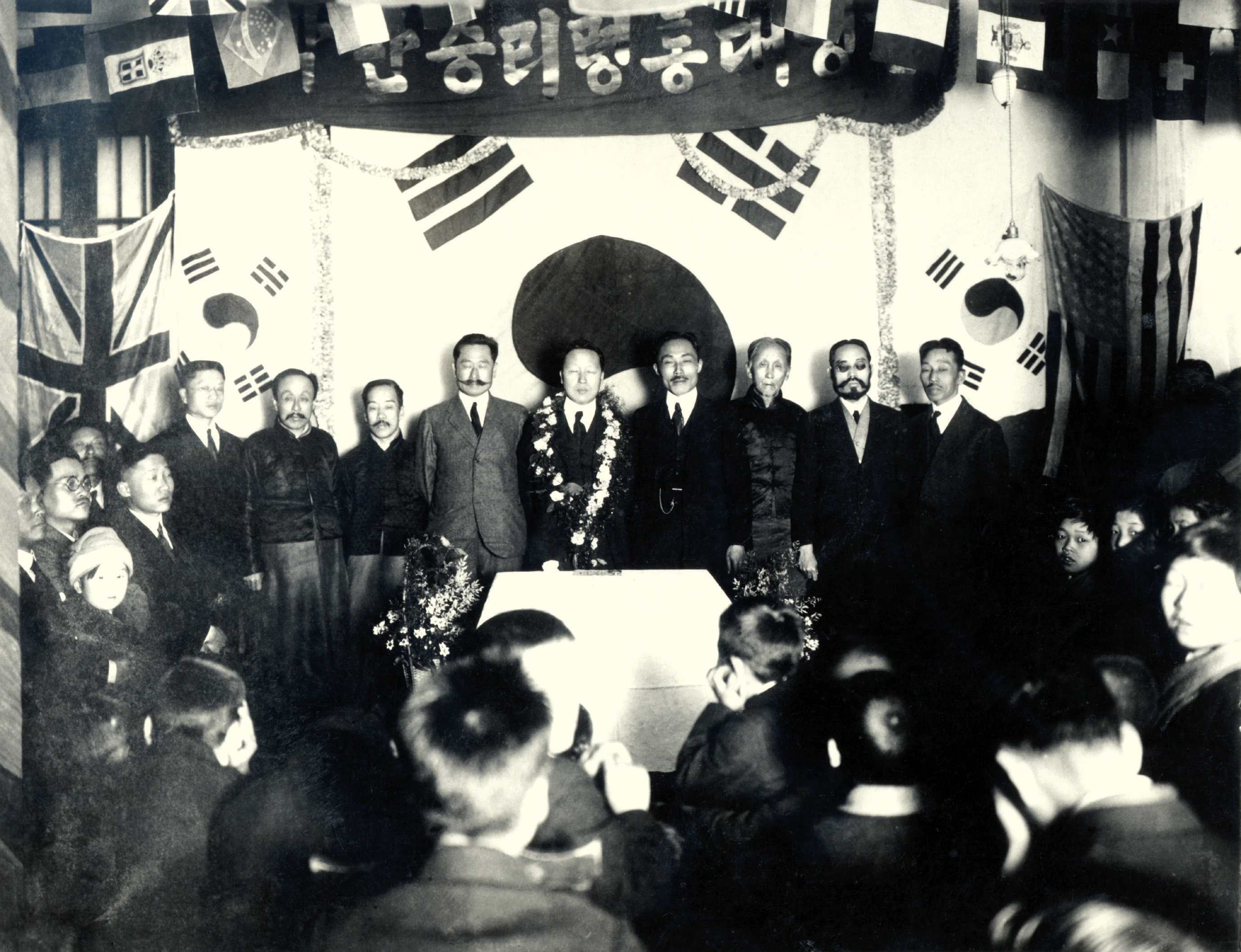
1921년 상하이에 도착한 이승만대통령 환영식
(왼쪽 세 번째가 이시영, 한 사람 건너서 이승만)

1919년 3월 임시의정원의 출범에 참여하였다. 4월 출범한 상하이 임시 정부의 법무총장에 임명됐다가 1919년 9월 통합임시 정부 출범 후에는 최재형의 뒤를 이어 임정 재무총장에 임명됐다. 1926년까지 임시 정부 재무총장으로 근무하며 자금 조달에 전력을 경주하였다. 그 뒤 감찰위원장을 지냈다.
1920년대의 임시 정부는 자금난에 시달렸다. 1923년 이후 구미위원부 소속 허정 등은 구미위원부 통보를 통해 임정으로의 송금을 촉구했고 구미의 각 동포들은 각자의 여유에 따라서 10달러, 또는 20달러 등을 구미위원부로 보내주어 얼마 되지 않아 몇천 달러의 돈이 모였다.
허정은 이 돈을 즉시 당시의 대한민국 임시정부 재정부장 이시영에게 보냈다. 허정은 그때는 미국에서 상하이로 쉽게 송금했다고 한다. 이 돈을 받자 김구와 이시영은 곧 감사와 격려의 편지를 허정에게 보냈다. 1922년 7월 김구, 신익희, 안창호, 조소앙, 여운형 등 50여 명과 함께 시사책진회(時事策進會)를 조직하는데 참여하였다.
1921년부터 대한민국 임시정부는 임시 정부의 존폐 여부를 놓고 임시 정부를 고수하자는 고수파와, 임시 정부를 해체하고 새로 창설하자는 임정 창조파, 기존의 임시 정부의 틀은 유지하고 개조하자는 임정 개조파로 나뉘게 되었다. 이시영은 이때 김구, 이동녕 등과 함께 임정 고수파의 입장에 섰다. 1922년 10월 김구, 이유필, 여운형 등과 한국노병회(韓國勞兵會) 결성에 참여, 노병회 회원이 되었다.

#### 임시 정부 활동

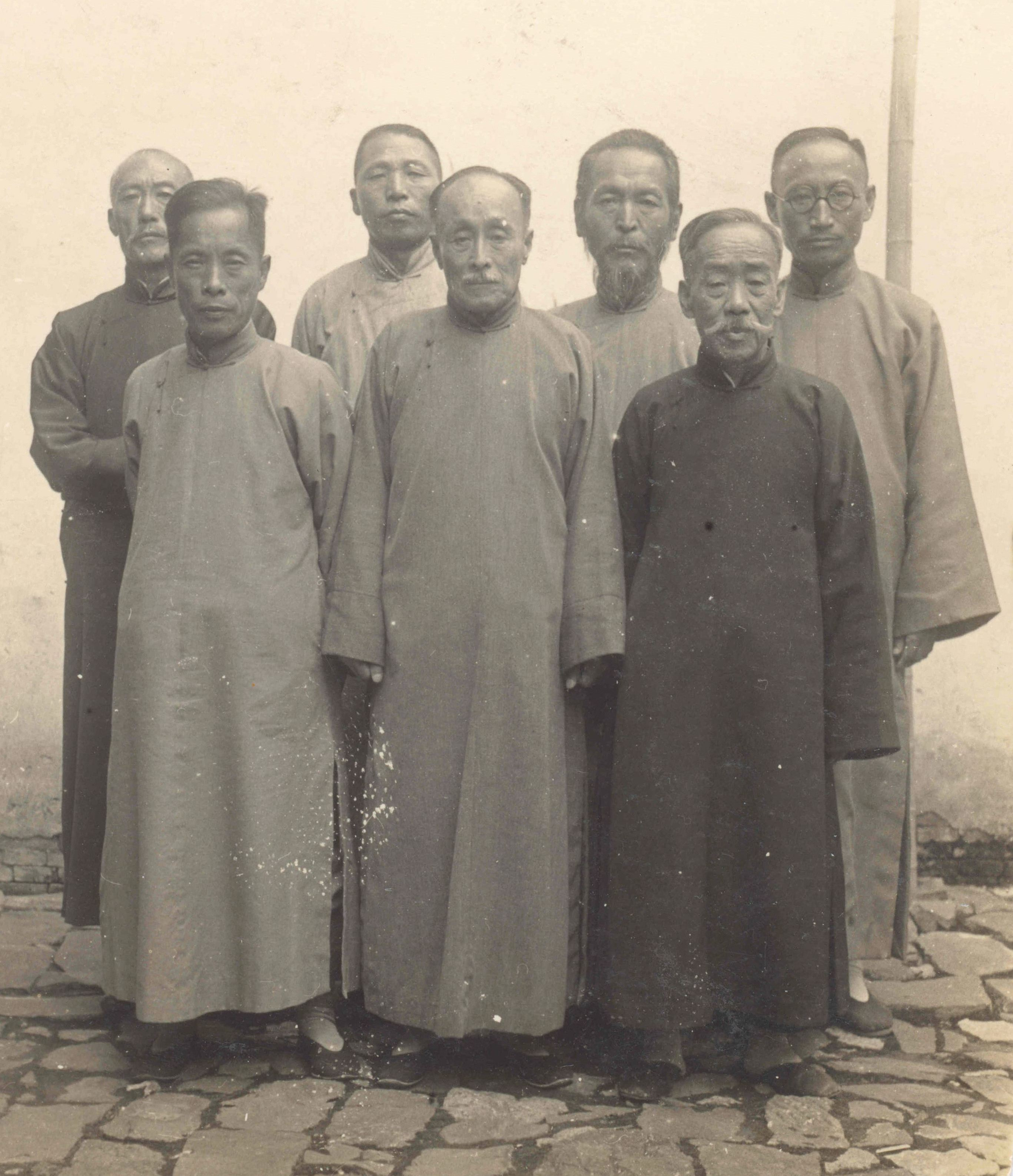
임정 요인들과 함께
(뒷쪽 왼쪽부터 오른쪽으로)
차이석, 김구, 조성환, 송병조
조완구, 이동녕, 이시영

1929년 한국독립당 창당준비에 참가, 한국독립당이 조직되자 그는 당 감찰위원장에 선출되었다. 1931년 4월, 32년의 윤봉길의 홍구공원 의거가 있기 전에 이시영은 미리 항주에 가서 임정 요인들의 피신처를 마련하였다. 이후 일경의 감시를 피해 임시 정부 요인들이 흩어졌을 때, 일부 임정 요인들은 이시영을 따라 항저우로 은신할 수 있었다.
1933년 대한민국 임시정부를 개조하고 직제개정으로 각주제도를 윤번제로도 고칠때 그는 다시 국무위원 겸 법무위원에 임명됐다. 1934년 《감시만어》(感時漫語)를 저술 출판하여 우리 독립정신을 고취하였다.
1935년 중일 전쟁으로 임시 정부가 쓰촨성 충칭으로 이전한 뒤에도 그는 계속해서 임시 정부를 중심으로 활동했고,
1935년에는 다시 좌우합작운동이 대두되고 김원봉, 김규식을 중심으로 조선민족혁명당이 결성되면서 임시 정부와 한국독립당 이탈파가 생기면서 임시 정부는 해체 위기에 처해졌다. 이시영은 임시 정부 해체를 막기 위하여 임정의 여당인으로서 한국국민당을 결성·조직하는데 참여, 김구와 함께 국민당 창당을 주관하였다. 한국국민당이 창당되자 조성환·양우조 등과 함께 국민당 감사에 선출되었다. 1935년 10월 새 내각을 조직할 때 대한민국 임시정부 국무위원 겸 법무부장에 선출되었다. 동시에 임시의정원에서 경기도 지역구 의원으로 선출되어 국무위원 겸 법무부장직과 의정원 의원직을 겸직하였다.
별다른 생계 수단이 없었던데다가 양반이었던 그는 장사 등은 하지 않았고, 형편은 어려웠다. 이는 이시영의 다른 형들 역시 마찬가지였다. 동시에 가족, 친척들 간에도 사상의 차이를 놓고 반목하게 되는 등의 악조건에 시달리게 된다. 아나키즘을 수용한 넷째 형 이회영을 조카이자 셋째 형 이석영의 차남인 이규서가 일본 경찰에 고발하여 체포당하게 하기도 하였다.

#### 일제 강점기 후반

맨 앞줄 좌로부터 (박찬익, 조완구, 김구, 이시영, 차이석
두 번째 줄 맨 왼쪽 성주식, 오른쪽 김붕준
맨 뒷줄 왼쪽부터 조성환, 조소앙, 이청천, 이범석, 이름 미상

이후 이시영은 임시 정부가 진강에서 창사, 광저우, 유주, 기강 등으로 이주할 때 함께 이동하였다. 1940년 의정원 의원에 재선출되어 활동하였고, 1940년 9월 김구 내각이 조각되자 대한민국 임시정부 국무위원에 재선되었다. 1942년 10월 다시 임시 정부 국무위원을 선출할 때 대한민국 임시정부 국무위원 겸 재무부장에 임명되어 임정의 어려운 재정문제를 해결해 나갔다. 1942년 10월 임시의정원의 제3과(재정 미 예결산) 분과 위원에 선출되어 역시 의정원 재정분야를 담당하였다. 조소앙 등과 기초한 10개조의 대한민국임시헌장을 기초하기도 했다.
10월 11일 중경방송빌딩에서 조직된 한중문화협회 창립에 참가, 창립 발기인이 되었다. 1944년 8월 29일자 《독립신문》 8월 제3호에 시림산인(始林山人)이란 필명으로 칼럼 '담망국노얼'(談亡國奴孼)을 기고하였다. '담망국노얼'에서 그는 한일합방의 주역인 이완용, 송병준, 이용구 등을 규탄, 이들의 행적을 기록하고 1910년 8월 22일에 기초되고 8월 29일에 발표된 한일 병합 조약 조약문을 제시하기도 했다. 1944년 4월 대한민국 임시정부 감찰위원장에 임명되었다.

### 정치활동

#### 광복과 귀국

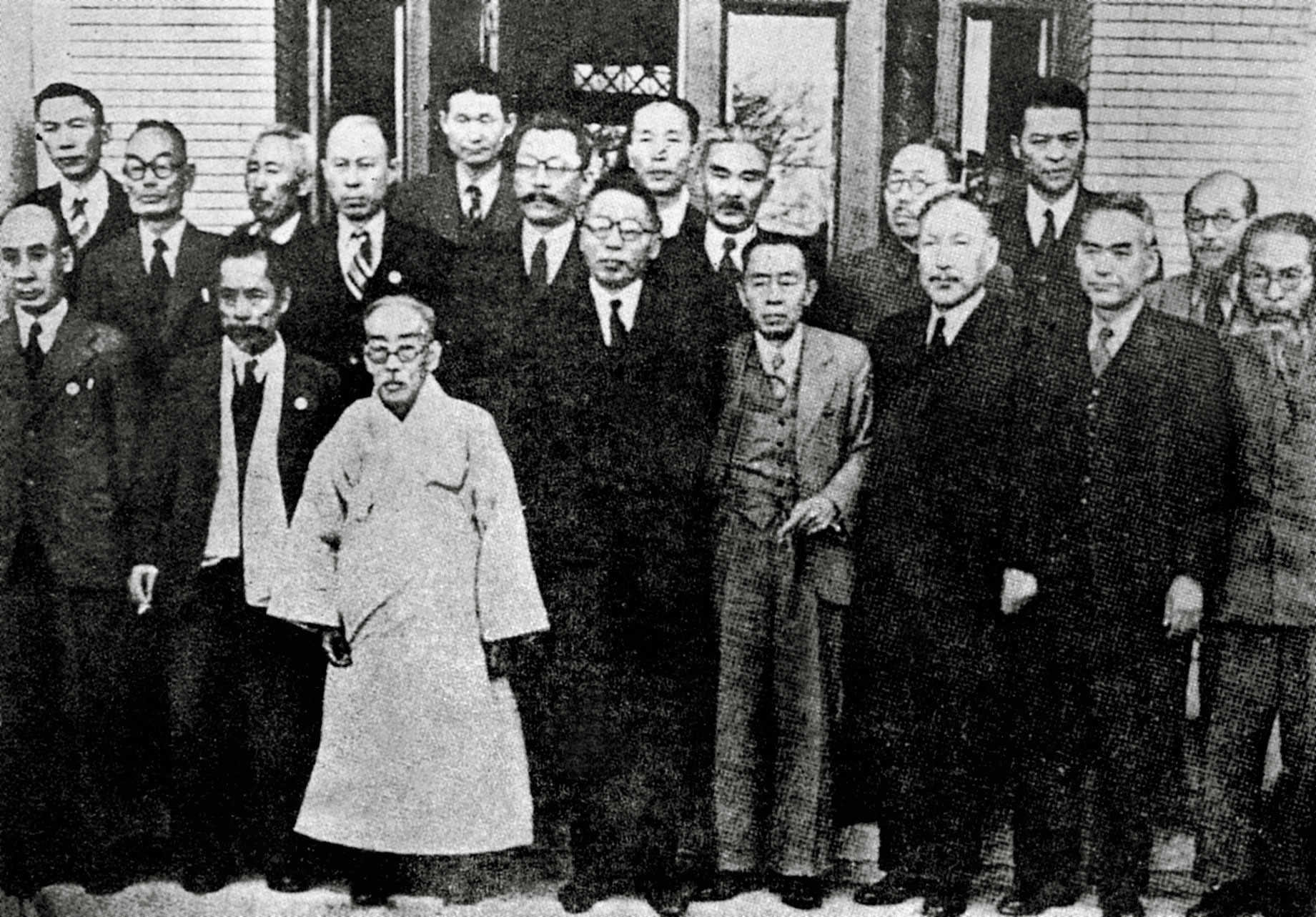
1945년 12월 3일. 임시 정부요인 귀국기념 사진.

1945년 11월 23일 임정요인 환국 때 환국 제1진에 참가, 상하이 비행장에서 김구·김규식 등과 함께 개인자격으로 미군 수송기로 귀국하였다. 이후 이시영은 10월에 귀국한 임정 주미대사 이승만(李承晩)이 만든 독립촉성중앙회에 가입하여 우파 정치인으로 활동하였다. 대한독립촉성국민회 결성 후 독촉 위원장에 임명, 민족진영을 이끌었다.
귀국 직후, 그는 일가가 만주로 건너갈 때 미처 따라가지 못하고 숨어살던 이규봉 내외를 상봉하였다.
대종교(大倧敎) 교세 확장 및 포교 운동에도 적극 참여하여 대종교의 사교교질(司敎敎秩), 교단 원로원장·사교(司敎)·도형(道兄) 등으로도 선출되었다. 11월초 이시영은 신흥무관학교 부활위원회를 조직하여 신흥무관학교의 건학이념 계승과 부활, 인재양성에 착수하였다. 그러나 무관학교 부활계획은 실패하고 대신 학교설립으로 계획을 수정하게 된다.

#### 광복 직후의 정치활동
1945년 12월 서울운동장에서 열린 임시 정부 환영회 참석하였다. 하오 2시 20분경 조선생명회사 2층에서 김구를 중심으로 좌우에 이승만, 이시영, 김규식, 류동렬 등이 창을 열고 환영행렬을 맞이하였다.
1946년 김구와 임정 계열 일부 인사들이 이승만의 생각과는 달리 3.1절을 전후하여 정부수립을 추진하려던 계획이 알려지게 되자, 3월 5일과 3월 6일 미군정에 의해 김구, 조완구, 유림, 조소앙 등과 함께 주한미군 사령관실로 불려가 잡아넣겠다는 협박을 받았다. 이후 김구, 김성수, 이승만 등과 신탁통치 반대 운동에 가담하였다.
1946년 봄 성균관 총재에 추대되었다. 6월 29일 민족통일총본부(民族統一總本部) 결성에 참석하고 민족통일총본부 10인협의회 위원으로 선출되었다. 이어 같은 날 6월 29일 민족통일총본부 협의원으로 지명되었다.

#### 단독 정부 수립 참여
1947년 2월 재단법인 성재학원(省齋學園)을 설립, 미군정에 등록하고, 성재학원 이사장에 취임했다. 신흥전문학관(新興專門學館)을 개교한 뒤 1‧2회 졸업생을 배출하였다. 신흥전문학관은 후에 한국전쟁 등을 거친 뒤 경희대학교로 이어졌다. 한국문제가 유엔총회에 상정되기 직전인 1947년 9월 그는 대한민국 임시정부 국무위원직을 사퇴하였다. 9월부터 그는 임시 정부와의 일체의 관계를 끊고 일선에 물러나 있었다. 이 기간 중 그는 김구 등 다른 임정인사들의 임정법통론에도 적극 참여하지 않고, 어느정도 선을 긋고 소극적으로 참여하였다.
1947년 정국이 혼란과 대립을 되풀이하고 정당이 이합집산을 거듭하자 이에 회의를 느껴 일체의 공직과 절연하고 신흥대학(新興大學)을 설립해 교육사업에 전념했다. 47년 이후 그는 단정수립이 불가피하다고 보았으며, 임정 요인이 단독정부 수립과 단정 반대론으로 갈라설 때 그는 이승만, 지청천, 이범석, 장택상, 신익희 등과 함께 단독정부 수립론에 가담했다. 그 뒤 남북협상과 단독정부 수립 문제에 관하여 김구, 김규식과 의견이 달랐으며 대한민국 정부수립을 놓고 단정론과 단정반대론이 섰을 때 이시영은 남한 총선거를 통해 정부를 수립하고, 그다음에 우리 손으로 국가의 장래문제를 해결해 나가는 것이 좋겠다고 생각하여 국민들에게 총선거에 참여할 것을 권유했다.
1948년 1월 1일 단독정부 수립에 관련된 성명서를 발표하였다. 단정 수립이 불가피하고 사회주의·공산주의와는 타협이 어렵다고 본 그는 이승만의 단정 수립론을 적극 지지하였다.

#### 대한민국 초대 부통령

1950년 10월 24일 유엔의 날 기념식에서 만세삼창을 하고 있는 당시 대한민국 부통령 이시영

이승만은 그를 부통령에 낙점하였다. 그러나 부통령을 두고 이승만과 한민당은 의견이 조정되지 않았다. 이승만은 한민당 당수 김성수를 불러 이시영을 부통령에 앉힐 뜻을 비췄고 그도 그렇게 생각하고 있던 터라 즉석에서 동의하였다.
1948년 7월 20일 국회에서 선출된 대한민국 초대 정·부통령 선거에서 부통령 후보에 113표를 얻었으나 2차 선거에서 133표를 얻어 대한민국 부통령에 당선되었다. 부통령으로 선출된 성재 이시영은 정정화에게 감찰위원회 위원직을 제안했다. 단독정부 수립을 반대했던 정정화는 이 자리를 거절했다. 한편 이시영은 이승만에게 대한민국 임시정부 출신 인사들을 일부 등용할 것을 권고하기도 했다. 1949년 건국공로훈장 중장(重章, 건국공로훈장 대한민국장으로 변경)을 수여 받았다.
1948년 8월 20일 율곡 이이를 추모하는 율곡 이이 기념사업회의 조직과 창립에 참여하였다.
1949년 6월 김구가 암살되자 문상 후, 추도사를 발표했다. 1950년 6월 25일 한국 전쟁 발발 후 이시영은 다른 국무위원들과 함께 서울에서 대전으로 피신해 있다가 다시 부산으로 내려갔다. 부산으로 피난해 있던 중, 1951년 국민방위군 사건을 지켜보면서 제1공화국 정부에 대한 깊은 실망감에 빠져 부통령직 사퇴를 결심하였다. 5월 9일 이시영은 언론에 국정혼란과 사회부패상에 대한 책임을 통감한다는 요지의 '대국민성명서'를 발표하고, 대한민국 국회에 부통령직 사임서를 제출하고 사퇴하였다. 1951년 대종교(大倧敎) 원로원장에 피선되었다.

### 생애 후반

#### 정계은퇴 번복과 대통령 후보 출마

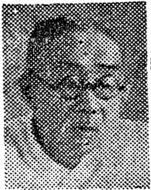
1951년 무렵 부산 피난지에서

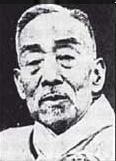
부통령 시절

부통령직에서 하야한 이시영은 정계은퇴를 생각하고 있었다. 그러나 조봉암은 야망이 있었고 이승만 혼자 나오게 해서는 안 된다고 생각했다. 조봉암은 이시영을 찾아왔고, 출마의향을 물었다. 원로들 의중을 떠보니 신익희도 이시영도 출마하지 않겠다는 반응이었다. 이시영은 찾아온 조봉암에게 출마를 권했다. 조봉암은 민중을 위한 후보가 없으므로 자신이 나서겠다고 선언했다.
그러자 놀란 것이 조봉암과 숙적이었던 민국당이었다. 조봉암이 야당을 대표하게 해서는 안 된다고 생각한 민국당 측은 이시영을 출마하도록 했다. 김규식 영입에 실패한 경험이 있었던 민국당은 끊임없이 이시영을 찾아가 출마를 권유하였다. 이시영은 처음에 덕이 부족함을 이유로 들어 사양하였으나 거듭된 요청에 대통령 후보로 출마하고 유세에 들어갔다.

#### 말년
이승만은 조선 멸망 전까지 그의 일가가 살던 집 주변인 서울특별시 중구 저동 13번지 주변의 땅 2만평을 그에게 주려 했지만 거절했다. 그는 "내 집 찾으려 만주를 돌며 독립운동을 한 것이 아니다."는 것이 거절 이유였다. 이승만은 서울역과 염천교 주변에 있는 한때 코트라가 입주해 있던 자리 건물을 이시영의 명의로 임대해주려 했지만 역시 사양하였다.
1952년 5월에 제2대 대통령 선거에 민주국민당 대통령 후보로 입후보하였으며, 공약으로는 '특권정치의 부인', '독점경제 타파', '책임정치의 실시'를 공약으로 내걸었다. 그러나 제2대 대통령 선거는 이승만에 밀려 2위로 낙선했다. 6월 20일 정부측에서 발표한 대통령 직선제 개헌안이 부결되자 정부는 국회 해산과, 반(反) 민의(民意) 국회의원들을 소환하겠다 고 위협했다. 국회가 내각제 개헌안으로 맞서자 정부는 백골단, 땃벌떼 등을 동원하여 국회의원들을 위협했다. 이에 이시영은 장면, 김성수 등 81명과 함께 부산의 국제구락부에 모여 반독재 구국선언을 시도하였으나 실패하고 말았다.

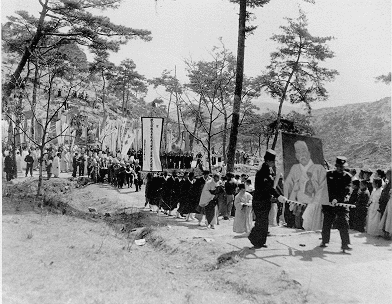
이시영 국민장 장례식

1952년 10월 15일 제14회 임시국회에서 국무총리 후보자로 지명되었으나 국회 표결에서 총리인준이 166명 중 가결 35대 부결 135로 무산되었다. 이후 그는 경상남도 동래로 은퇴해 있다가, 1953년 4월초, 감기와 가벼운 부상 등으로 병석에 누워있게 되었다. 1953년 4월 17일 오전 1시 50분쯤 부산 동래 임시 거처에서 "완전 통일의 그날을 못보고 눈감으니 통한스럽다."는 유언을 남기고, 노환으로 사망했다. 사인에 관련해서는 부산 피난지에서 아들 이규열을 잃고 충격으로 사망했다는 주장도 있다. 저서로 1934년에 쓴 《감시만어》가 있다.

### 사망 직후
사망 직후 국장이 검토되었으나 4월 24일 동래 동래원예중학교 교정에서 국민장을 거행하였다.
휴전 이후 국민장으로 서울 정릉 (貞陵) 남쪽에 묻혔다가 뒤에 1964년 서울특별시 수유리 북한산 기슭으로 이장 되었다.

### 사후
- 2009년 이시영의 후손들은 작은 연금으로 이시영 묘소 앞 움막에서 어렵게 생활하고 있다는 사실이 밝혀져, 언론에 보도되었다.[16][24]

- 2008년 8월 학술지 ‘한국사 시민강좌’ 하반기호(43호)에서 대한민국 건국 60주년 특집 ‘대한민국을 세운 사람들’ 을 선발, 건국의 기초를 다진 32명을 선정할 때 정치 부문의 한사람으로 선정되었다.[25]

## 평가
‘노블레스 오블리주’의 모범일 정도로 청렴결백했다고 한다. 대대로 대소 관료를 배출하였으며 삼한갑족(三韓甲族)이라 불리던 명문가의 후손으로서 일제에 국권을 빼앗긴 뒤, 재산과 영달을 포기하고 형 건영(健榮)·석영(石榮)·철영(哲榮)·회영(會榮), 동생 호영(頀榮)과 함께 6형제가 전재산을 바쳐 독립운동에 투신한 집안으로 유명하였다. 대한민국의 초대 부통령이었음에도 개인적으로도 사치하지 않고 근검절약하였다. 자신을 내세우지 않으면서 목소리를 낮추고 자신의 자리를 지킨 인물이라는 평가도 있다.

## 기타
- 생전에 그는 서울 종로양복점을 주로 애용했다 한다. 이승만은 그가 부통령에 당선된 뒤에도, 사퇴 후에도 항상 '성재장'(省齋丈), '성재어른', 형님, '성재 형님'이라 부르며 깎듯이 존대하였다. 이시영은 김구, 김규식 등과 더불어 이승만 앞에서 대등하게 대화할 수 있는 몇 안되는 인사이자, 이승만 앞에서 5분 이상 발언할 수 있는 몇 안되는 인물이기도 했다.[26]

- 이승만은 부산정치파동 당시, 주한미군 사령관 밴플리트에게 계엄군 차출명령을 거부하는 이종찬이 물러난 이시영 부통령의 4촌 동생이라고 지목했다. 그러나 대한민국 정부 수립 이후 국군 창군에 참여하며 육군참모총장을 지낸 이종찬은 이시영의 12촌 종형인 이하영(李夏榮)의 손자였다. 군인 이종찬은 이시영의 셋째 형 이회영의 손자로 대한민국 국회의원과 국정원장을 지낸 이종찬과 동명이인이기도 하다.

- 동명이인인 대구 출신의 독립운동가이자 그와 교류하였던 이시영(1882~1919)은 먼 친척이었다.

- 그밖에 여운형의 모친인 경주이씨 역시 이항복의 10대손으로 그의 먼 친척이었다.

## 저서
- 《감시만어(感時漫語)》(1934)

## 상훈
- 1949년 건국공로훈장 대한민국장

## 가족 관계
그의 집안은 다른 독립운동가 가문과도 사돈관계를 형성하였다. 그의 막내 여동생은 신익희의 형인 신재희와 결혼하였다. 따라서 신익희 일가와 사돈이 되고, 신익희의 다른 형 신규희의 처 조씨의 친정 종손자가 임시정부 국무위원을 지낸 독립운동가 조성환이다. 그의 형 이회영의 차남 이규학의 장인은 임시정부 평정관을 지낸 독립운동가 조정구이다. 조정구는 흥선대원군의 사위이다. 이회영의 3남 이규창의 장인은 대한통의부 제5중대장, 정의부 사령부관, 고려혁명단 위원 등을 지낸 독립운동가 정이형이다.
- 부 : 이유승(李裕承, 1835 - 1907), 시호는 효정(孝貞)
- 모 : 동래정씨(東萊鄭氏, 1832 - 1899), 이조판서 정순조(鄭順朝)의 딸
  - 형 : 이건영(李健榮, 1853 - 1948)
    - 조카 : 이규룡(李圭龍, 1887 - 1955), 생부 이회영
    - 조카 : 이규면(李圭冕, 1893 - 1930)
    - 조카 : 이규훈(李圭勛, 1896 - 1950), 만주에서 독립운동한 뒤 귀국, 대한민국 공군 대위로 복무 중 한국전쟁 때 실종

  - 형 : 이석영(李石榮, 1855 - 1934), 13촌 백부 이유원에게 출계
  - 형 : 이철영(李哲榮, 1863 - 1925)[27]
    - 조카 : 이규붕(李圭鹏, 1913 - ?)
    - 조카 : 이규상(李圭象, 1919 - ?)
    - 조카 : 이규화(李圭華, 1921 - ?)

  - 형: 이회영(李會榮, 1867년 ~ 1932년)[28]
    - 조카: 이규룡(李圭龍, 1887년 - 1955년), 백부 이건영에게 출계
    - 조카딸: 이규원(李圭媛, 1893 - ?)
    - 조카사위: 박창서(朴彰緖)
    - 조카: 이규학(李圭鶴, 1896년 - 1973년)
    - 조카딸 : 이규남(李圭男, 1909 - 1989)
    - 조카사위 : 고성봉(高成鳳, 1897 - 1951), 독립운동가
    - 조카딸 : 이규숙(李圭淑, 1910 - 2009)
    - 조카사위: 장해평(將海平, 1905 - 1965), 독립운동가
    - 조카 : 이규창(李圭昌, 1913년 - 2005)
    - 조카딸 : 이현숙(李賢淑, 1917 - 1946)
    - 조카사위 : 김홍택(金弘澤)
    - 조카 : 이규오(李圭梧, 1922 - 1925)
    - 조카 : 이규동(李圭東, 1926 - 2014)

  - 누나 : 경주이씨(慶州李氏)
  - 매부 : 홍승학(洪承學, 1858 - ?), 참판 홍우경(洪祐慶)의 아들
  - 여동생 : 경주이씨(慶州李氏)
  - 매제 : 조병홍(趙秉弘), 참판 조필영(趙弼永)의 아들
  - 여동생 : 경주이씨(慶州李氏)
  - 매제 : 신재희(申宰熙, 1891년 - 1943년), 언론인 겸 독립운동가, 독립운동가 신익희의 친형
- 서모 : 이름 미상[29]
  - 이복 동생: 이소영(李韶榮, 1875 - 1905), 조선 말기에 기수(技手)를 역임했다.
    - 조카사위 : 윤국병(尹國炳), 비서원승 윤상기(尹相紀)의 아들

  - 이복동생: 이호영(李護榮, 1875 - 1933)
    - 조카 : 이규봉(李奎鳳, 1912 - 1933)
    - 조카 : 이규린(李奎麟, 1914 - 1933)
- 처: 경주김씨(慶州金氏, 1867 - 1895), 대한제국의 총리대신 김홍집(金弘集)의 딸
  - 아들 : 이규창(李奎昶, 1889 - 1912)[30]
  - 며느리 : 동래정씨(東萊鄭氏), 진사 정인희(鄭寅禧)의 딸
    - 손자: 이종건(李鐘建, 1944 - ), 생부 이규열
- 처: 반남 박씨(潘南朴氏, 1880 - 1916), 박승문(朴勝文)의 딸
  - 아들 : 이규열(李奎悅, 1905 - 1951)[31], 부통령 비서실 이사관
  - 며느리: 서차희(1911 - 2013), 달성서씨 서정설(徐廷卨)의 딸
    - 손자: 이종문(李鍾文, 1940 ~ )
    - 손자: 이종건(李鐘建, 1944년 - ), 이규창에게 출계
    - 손자: 이종택(李鐘澤, 1947 - )
    - 손녀: 이종순(李鐘舜)
    - 손녀: 이재원(李再元, 1950년 ~ )[32]
- 외할아버지: 정순조(鄭順朝, 이조판서), 동래정씨
- 외할머니: 감역 성재숭(成載崇)의 딸

## 대중 매체
- 이도련 - 1981년 (제1공화국) MBC 드라마
- 조영진 - 2010년 (자유인 이회영) KBS 드라마

## 참고 자료
- 강준만, 한국현대사산책:1940년대편1 (강준만, 인물과사상사, 2006)
- 강준만, 한국현대사산책:1950년대편1 (강준만, 인물과사상사, 2006)
- 이현희, 《이야기 인물한국사(2005)》 (이현희, 청아출판사, 2007)
- 홍우출판사, 정계야화 (전2권) (홍우출판사, 1966)
- 서중석, 《신흥무관학교와 망명자들》 (역사비평사, 2001)
- 이은우, 《임시정부와 이시영》 (범우사, 1997)
- 김구, 《백범일지》 (국사원, 1947)
- 박창화, 《성재 이시영소전:을유문고 259》 (을유문화사, 1984)

## 같이 보기
| - 갑오경장 - 을미개혁 - 갑신정변 - 신한청년당 - 신흥무관학교 - 대한민국 임시정부 - 대한민국 임시정부 구미외교위원부 - 한국독립당 - 민주국민당 - 이유승 - 이유원 - 이회영 - 이석영 - 이승만 - 이석영 - 이건영 - 이회영 - 이규서 - 김홍집 - 김옥균 - 김진익 - 홍영식 - 박영효 - 안경수 - 정화암 - 함태영 | - 을사 보호 조약 - 한일 합방 - 제1공화국 - 한국 전쟁 - 김구 - 김규식 - 이범석 - 김성수 - 박중양 - 박정양 - 백정기 - 서재필 - 서광범 - 신익희 - 장건상 - 조성환 - 윤치호 - 양기탁 - 우국노인회 - 이동녕 - 이태좌 - 이광좌 - 이항복 - 함태영 - 장면 - 허정 | - 한국독립당 - 민주국민당 - 한국광복군 - 독립촉성중앙회 - 반공주의 - 노진설 - 장택상 - 감찰위원회 - 제1공화국 - 부통령 - 한국 전쟁 - 이종찬 - 이종찬 - 이종걸 - 장면 - 송진우 - 임정 각료 - 독립유공자로 대한민국장을 수여받은 사람 |

## 역대 선거 결과
| 선거명            | 직책명 | 대수 | 정당               | 득표율 | 득표수    | 결과 | 당락                       |
| ----------------- | ------ | ---- | ------------------ | ------ | --------- | ---- | -------------------------- |
| 제1대 부통령 선거 | 부통령 | 1대  | 대한독립촉성국민회 | 67.51% | 133표     | 1위  | 대한민국 제1대 부통령 당선 |
| 제2대 대통령 선거 | 대통령 | 2대  | 무소속             | 10.9%  | 764,715표 | 3위  | 낙선                       |